# Tia Peltz
Tia Ernestina Peltz (n. 30 ianuarie 1923, București – d. 5 martie 1999, București) a fost o graficiană, pictoriță și scriitoare română de religie mozaică, membră a Uniunii Artiștilor Plastici din România. 

## Biografii
A fost fiica scriitorului și ziaristului Isac Peltz. A studiat artele plastice la Institutul de Arte Plastice "Nicolae Grigorescu" din București. Opera sa artistică include lucrări de pictură, grafică, desen și ilustrație de carte. Artist prolific, Tia Peltz a avut numeroase expoziții personale și participări în expoziții colective, atât în România, cât și în străinătate. O parte din lucrările sale sunt expuse în muzee, cum sunt Muzeul Național de Artă din București și Muzeul de Artă  din Craiova, alte lucrări aflându-se în colecții particulare. Tia Peltz a realizat o serie de potrete ale unor personaltăți ale culturii române precum: Isac Peltz, Nicolae Tonitza, M.H. Maxy, Gala Galaction, Ionel Teodoreanu, Camil Petrescu, Cezar Petrescu, Leny Caler.

## Studii
- Liceul de maici, la Pitar Moș, București
- "Institutul de domnișoare Moteanu"
- Institutul de Arte Plastice "Nicolae Grigorescu", București, clasa profesorului M.H. Maxy.

## Opera
- (...) Desenatoare redutabilă și prolifică, posedă un sigiliu stilistic inconfundabil: laconism, humor, detaliu șarjat ca un spin cu vârf dulce(...) Inspirată, în creația sa grafică, de aspecte ale străzii Bucureștiului modern, Tia Peltz se apropie cu empatie mai ales de momentele de bucurie și petrecere ale vieții sociale. Notația sa rapidă, cu linie egală, fermă și sinuoasă, urmărește expresia și nu identitatea personajelor. Traseul ludic, de arabesc, al formelor este completat cu o deosebită plasticitate de petele neutre de acuarelă, ce umplu spațiul fără a concura linia. .[3]

## Expoziții -selecție
- 1953 - Anuala de Grafică
- 1965 - Expoziția Internațională de grafică de la Berlin
- 1968 - Expoziția de artă românească de la Köln

## Cărți publicate
- De la lume adunate, un album de proverbe comentate și ilustrate de Tia Peltz, București, Editura Politică, 1973;
- Miniaturi, București, Editura Sport-Turism, 1982;
- Descîntece, București, Editura Sigma, (ISBN 973-9077-09-9);
- Crochiuri din inima mea - cartierele Văcărești-Dudești, București, Editura Hasefer, 1995 (ISBN 973-96819-7-2).
- O lacrimă într-un minialbum, Editura Hasefer, București

## Cărți ilustrate
- Isac Peltz, Max și Lumea lui, Prima ediție, 1957, Ed. Pentru Literatură și Artă,coperta Tia Peltz
- Isac Peltz,Foc în Hanul cu tei,Editura Eminescu,1974,coperta Tia Peltz
- Virgiliu Monda ,Trubendal,Editura,Minerva 1972, coperta Tia Peltz
- Camil Petrescu, Baletul Mecanic, Minerva 1975,coperta Tia Peltz
- Isac Peltz, Nopțile Domsișoarei Mili, Editura Eminescu, Colectia Romanul de Dragoste,1976,Tia Peltz
- Isac Peltz, Calea Văcărești,Editura Minerva, 1989, coperta Tia Peltz
- Povestiri pentru copii, de Valeriu Geodâc,1995
- Shaul Carmel, "Fuga din rai", Editura Izvoare, Tel Aviv, ilustrații de Tia Peltz, 1993
- Shaul Carmel, „Între Ei și Mine”, ilustrații de Tia Peltz, Editura Eminescu, 1998

## Afilieri
- Membră a Academiei de Arte Frumoase de la Roma din 1976
- Membră a Uniunii Artiștilor Plastici,București

## Premii
- Premiul pentru grafică și ilustrație de carte[4], la Salonul Național de carte și publicații culturale (1995), pentru ilustrația la volumul Povestiri pentru copii, de Valeriu Geodâc